# John Postans
John Postans (Samford, 14 settembre 1869 – Colchester, 9 gennaio 1958) è stato un tiratore a segno britannico, vincitore dell'oro olimpico nella fossa olimpica a squadre a Londra 1908 insieme a Alexander Maunder, James Pike, Charles Palmer, Frank Moore e Peter Easte.
Nella stessa edizione gareggiò anche nella fossa olimpica individuale. In questa gara Postans concluse il primo giro in testa insieme ai connazionali Charles Palmer e Alexander Maunder, ma si ritirò per protesta prima del secondo e terzo turno quando venne accolto il ricorso dei tiratori canadesi che poterono ripetere la prima sessione di tiro.

## Palmarès
- Giochi olimpici

Londra 1908: oro nella fossa olimpica a squadre.